# Банан
Банан (фр. Bannans) насеље је и општина у источној Француској у региону Франш-Конте, у департману Ду која припада префектури Понтарлије.
По подацима из 2011. године у општини је живело 314 становника, а густина насељености је износила 27,16 становника/km². Општина се простире на површини од 11,56 km². Налази се на средњој надморској висини од 810 метара (максималној 873 m, а минималној 808 m).

## Демографија
| 1962. | 1968. | 1975. | 1982. | 1990. | 1999. | 2011. |
| ----- | ----- | ----- | ----- | ----- | ----- | ----- |
| 236   | 237   | 205   | 254   | 296   | 311   | 314   |

График промене броја становника у току последњих година